# Gian van Veen
Gian van Veen (Poederoijen, 2002. április 23. –) holland dartsjátékos. 2022-től a Professional Darts Corporation tagja. 2024-ben megnyerte a PDC ifjúsági világbajnokságát. Beceneve "The Giant".

## Pályafutása

### PDC
2022 novemberében van Veen bejutott a Players Championship 29. állomásának döntőjébe, de ott 8–4-re kikapott Gerwyn Price-tól.
2022. november 16-án bejelentették, hogy mivel Peter Wright visszalépett a 2022-es Players Championship Finals versenytől, ezért van Veen, mint első tartalék került be Wright helyére. A tornán az első körben 6–2-re kikapott Ross Smith-től.
2023. január 15-én kétéves PDC Tour Card-ot szerzett azzal, hogy 9. helyezést ért el a Q-School európai selejtezőjén. A Players Championship 3. állomásán bejutott első negyeddöntőjébe is. Ebben az évben indult először nagytornán, amely a 2023-as UK Open volt. Az első körben 6–4-es győzelmet aratott Robert Owen ellen 100,15-ös átlaggal, majd a második körben 100,67-es átlaggal Scott Waites ellen is nyerni tudott. A harmadik körben, annak ellenére, hogy szintén 100 feletti átlagot dobott (101,68) 6–3-ra kikapott Jim Williamstől. Ugyanebben az évben részt vett az első Európa-bajnokságán is, ahol Damon Heta, Daryl Gurney és Michael van Gerwen legyőzése után bejutott a nagytorna elődöntőjébe, ott azonban 11–9-re alulmaradt James Wade-del szemben.
Van Veen a 2024-es PDC-dartsvilágbajnokságon játszotta élete első világbajnoki meccsét, ahol az első körben, bár 2–0-ra is vezetett, végül 3–2-re mégis kikapott Man Lok Leungtól.
A 2024-es évben is elindult a Pro Tour és a Players Championship sorozatokban. A Players Championship 1. állomásán 6–1-re nyert Jeffrey de Graaf ellen, majd 6–5-re legyőzte Benjamin Reust, továbbá Ross Smith-t, Kim Huybrechts-t és Brendan Dolant is, majd az elődöntőben kikapott Ryan Searle-től.
A 2024-es ifjúsági világbajnokságon, miután az előző évi döntőben vereséget szenvedett Luke Littlertől, van Veen 6–5-re legyőzte honfitársát, Jurjen van der Veldét, így megnyerte az ifi-világbajnoki címet.

## Világbajnoki szereplései

### PDC
- 2024: Első kör (vereség  Man Lok Leung ellen 2–3)
- 2025: Második kör (vereség  Ricardo Pietreczko ellen 1–3)

## Tornagyőzelmei
| Players Championships - Players Championship (LEI): 2025 PDC Challenge Tour - Challenge Tour: 2022 | Youth events - PDC Development Tour: 2022, 2023 (x6), 2024 (x2) - Belfry Open Youth: 2019 - Denmark Masters Youth: 2018 PDC World Youth Championship - World Youth Championship: 2024 |

## Fordítás
Ez a szócikk részben vagy egészben  a   Gian van Veen című angol Wikipédia-szócikk ezen változatának fordításán alapul.  Az eredeti cikk szerkesztőit annak laptörténete sorolja fel. Ez a jelzés csupán a megfogalmazás eredetét és a szerzői jogokat jelzi, nem szolgál a cikkben szereplő információk forrásmegjelöléseként.